# Lebenswelt
Als Lebenswelt bezeichnet man die menschliche Welt in ihrer vorwissenschaftlichen Selbstverständlichkeit und Erfahrbarkeit in Abgrenzung zur theoretisch bestimmten wissenschaftlichen Weltsicht. Der Begriff erlangte vor allem in der Phänomenologie Husserls und in seiner soziologischen Interpretation durch Alfred Schütz und später durch Jürgen Habermas Bedeutung. Aktuell wird der Lebensweltbegriff in konstruktivistischen Theorieansätzen genutzt, bzw. reformuliert wie z. B. bei Jürgen Mittelstraß oder Björn Kraus.

## Erste Verwendungen
Der Begriff der Lebenswelt hat seinen Ursprung im zweiten Drittel des 19. Jahrhunderts. Bereits Heinrich Heine benutzt ihn 1836 in seinen Florentinischen Nächten. Später wird der Begriff insbesondere in der Biologie und Botanik einschlägig, bevor er dann innerhalb der Philosophie seine Karriere beginnt, u. a. bei Karl Joël und Rudolf Eucken. Ernst Troeltsch gebraucht den Begriff der Lebenswelt in religionsphilosophischer Wendung. Er spricht von der „christlichen Lebenswelt“, die eine Vermittlung des traditionellen Offenbarungsglaubens mit den historischen Erscheinungsformen christlich-religiösen Lebens leisten soll. Kennzeichnend wird der Begriff vor allem für die Lebensphilosophie (G. Simmel, W. Dilthey). Hans Freyer sprach von den „apriorischen Tatsachen der Lebenswelt“. Martin Heidegger verwendete den Begriff in seinen frühen Vorlesungen. während er in Sein und Zeit nicht mehr vorkommt. Hier ist das begriffliche Äquivalent das „In-der-Welt-Sein“ als „Grundverfassung des Daseins“.

## Husserl
Im Kontext der Phänomenologie Husserls wird der Begriff der Lebenswelt zu einem zentralen Gegenstand der Philosophie.
Husserl entwickelt den Begriff in seinem Werk Die Krisis der Europäischen Wissenschaften und die transzendentale Phänomenologie im Rahmen seiner Überlegungen zur allgemeinen „Krise der Europäischen Wissenschaften“. In der voll ausgearbeiteten Fassung, die erst postum veröffentlicht wurde, findet sich das Kapitel „Der Weg in die phänomenologische Transzendentalphilosophie in der Rückfrage von der vorgegebenen Lebenswelt aus.“ Nach Husserl verblendeten die positiven Wissenschaften in der zweiten Hälfte des 19. Jahrhunderts die Menschen durch die ihnen verdankte wirtschaftliche und technische Prosperität. Um die Jahrhundertwende vollzog sich hingegen eine allgemeine Umbewertung, eine zunehmende Kritik an diesen Wissenschaften, welche sich gerade vom tatsächlichen Leben und von jenen Fragen abwandten, die „für ein echtes Menschentum die entscheidenden sind“:
„In unserer Lebensnot – so hören wir – hat diese Wissenschaft uns nichts zu sagen. Gerade die Fragen schliesst sie prinzipiell aus, die für den in unseren unseligen Zeiten den schicksalsvollsten Umwälzungen preisgegebenen Menschen die brennenden sind: die Fragen nach Sinn oder Sinnlosigkeit dieses ganzen menschlichen Daseins.“
Die Ursache dieser Krise erblickt Husserl darin, dass vergessen wurde, dass alle Wissenschaft in der Lebenswelt gründet. Die Lebenswelt ist der selbstverständliche, unbefragte Boden sowohl jeglichen alltäglichen Handelns und Denkens wie auch jeden wissenschaftlichen Theoretisierens und Philosophierens. Sie ist die „primordiale Sphäre“ – nicht nur, weil sie auch ohne die neuzeitliche Wissenschaftskonzeption mit ihrem objektiven Wahrheitsbegriff existierte, sondern auch weil viele der lebensweltlichen Sinnes- und Geltungssetzungen für jedes wissenschaftliche Argumentieren notwendigerweise vorausgesetzt werden müssen.
Husserl verwendet den Begriff der Lebenswelt in einem doppeldeutigen Sinn: Er meint einerseits das Universum des Selbstverständlichen, als anthropologisches Fundament jeder Bestimmung des Verhältnisses des Menschen zur Welt, und er bezeichnet andererseits die praktische, anschauliche und konkrete Lebenswelt. Diese Doppeldeutigkeit spannt den Lebensweltbegriff in den Gegensatz zwischen Ahistorischem und historisch Wandelbarem, Universellem und Konkretem, zwischen Singulärem und historisch Vielfältigem ein. So wird er zur Basis der Kritik und zum Gegenstand der Aufklärung zugleich.
Der Lebenswelt als der unveränderlichen Wahrnehmungswelt des gegenständlich Seienden steht die durch den Menschen geprägte soziohistorisch-kulturelle Umwelt gegenüber.

## Soziologie
Auf dieser Basis entwickelten sich vor allem durch Übertragung und Anwendung in der Soziologie verschiedene Bedeutungsvarianten des Begriffes. Die Lebenswelt kann erkenntnistheoretisch eine ontologische Bedeutung besitzen oder aber die Welt bezeichnen, die wir individuell erleben, den Bereich des selbstverständlichen, traditionalen Handelns, der Arbeit oder auch eine umfassende historisch gegebene sozio-kulturelle Umwelt meinen. Wissenssoziologisch kann die Lebenswelt auch als Basis für jegliche Wissenschaft betrachtet werden und entweder in ihrer Struktur als den historischen Lebenswelten zugrunde liegende untersucht werden oder als kulturell vorgeformte und von allen Menschen geteilte Sinnwelt Erfahrung und Wahrnehmung strukturieren.

### Schütz
Alfred Schütz greift auf den Lebensweltbegriff Husserls zurück und führt das Konzept für die soziologische Analyse ein. Die ursprüngliche Doppeldeutigkeit setzt sich in seinem Alltagsbegriff fort. Der Alltag, die Welt des „Jedermann“, ist als die „ausgezeichnete Wirklichkeit“ (Schütz) zu verstehen, in der jeder Mensch lebt, denkt, handelt und sich mit anderen verständigt. Die Alltagswelt ist jedem einfach vorgegeben und wird fraglos und selbstverständlich hingenommen, sie ist der unbefragte Boden aller Geschehnisse. Die Alltagswelt ist von Anfang an eine intersubjektive Kulturwelt, in der alle Tatsachen immer schon interpretierte Tatsachen sind, die auf Sinnzusammenhänge und Deutungsmuster verweisen, die Erfahrung und Handeln in der alltäglichen Welt ermöglichen. Die Erfahrungsweise des alltäglichen Verstehens bezeichnet Schütz als „common sense“, das Leben in der „natürlichen Einstellung“.
Alltags- bzw. Lebenswelt sind auch hier einerseits als kulturell geformte Sinnwelt und andererseits als Basis jeden Wahrnehmens und Verstehens einer sozio-kulturell gegebenen Umwelt und somit auch der darin entwickelten Wissensbestände überhaupt zu verstehen. Alltag ist damit sowohl Gegenstand der Aufklärung als auch ontologische Basis der Kritik von Sonderwissensbeständen.

### Habermas

#### Kommunikationstheoretische Deutung der Lebenswelt
Jürgen Habermas kritisiert an der phänomenologischen Auffassung der Lebenswelt, dass diese sich auf ein „egologisches Bewußtsein“ beziehe und damit das subjektphilosophische Paradigma verlängere. Habermas will mit einer kommunikationstheoretischen Deutung des Lebensweltbegriffs dessen eigentlichen Sinn zum Vorschein bringen: den Paradigmenwechsel von der monologischen Subjektivität zur dialogischen Intersubjektivität. Er reformuliert das Konzept der Lebenswelt wie folgt:
„Indem sich Sprecher und Hörer frontal miteinander über etwas in einer Welt verständigen, bewegen sie sich innerhalb des Horizonts ihrer gemeinsamen Lebenswelt; die bleibt den Beteiligten als ein intuitiv gewußter, unproblematischer und unzerlegbarer holistischer Hintergrund im Rücken. […] Die Lebenswelt kann nur a tergo eingesehen werden. Aus der frontalen Perspektive der verständigungsorientiert handelnden Subjekte selber muß sich die immer nur mitgegebene Lebenswelt der Thematisierung entziehen. Als Totalität, die die Identitäten und lebensgeschichtlichen Entwürfe von Gruppen und Individuen ermöglicht, ist sie nur präreflexiv gegenwärtig. Aus der Perspektive der Beteiligten läßt sich zwar das praktisch in Anspruch genommene, in Äußerungen sedimentierte Regelwissen rekonstruieren, nicht aber der zurückweichende Kontext und die im Rücken bleibenden Ressourcen der Lebenswelt im ganzen.“
Habermas unterscheidet drei Aspekte der Lebenswelt, die je nach der Handlungs- oder der Sprechsituation jeweils als Kultur, als Gesellschaft und als Persönlichkeit erscheinen.
Diese drei Aspekte der Lebenswelt definiert Habermas wie folgt:
„Kultur nenne ich den Wissensvorrat, aus dem sich die Kommunikationsteilnehmer, indem sie sich über etwas in einer Welt verständigen, mit Interpretationen versorgen. Gesellschaft nenne ich die legitimen Ordnungen, über die die Kommunikationsteilnehmer ihre Zugehörigkeit zu sozialen Gruppen regeln und damit Solidarität sichern. Unter Persönlichkeit verstehe ich die Kompetenzen, die ein Subjekt sprach- und handlungsfähig machen, also instandsetzen, an Verständigungsprozessen teilzunehmen und dabei die eigene Identität zu behaupten.“
Die Lebenswelt fungiert für die Kommunikationsteilnehmer als „der transzendentale Ort, an dem sich Sprecher und Hörer begegnen; wo sie reziprok den Anspruch erheben können, daß ihre Äußerungen mit der Welt […] zusammenpassen; und wo sie diese Geltungsansprüche kritisieren und bestätigen, ihren Dissens austragen und Einverständnis erzielen können“.

#### Lebenswelt und kommunikatives Handeln
Lebenswelt und kommunikatives Handeln stehen für Habermas in einer dialektischen Beziehung zueinander:
„Indem sich die Interaktionsteilnehmer miteinander über ihre Situation verständigen, stehen sie in einer kulturellen Überlieferung, die sie gleichzeitig benutzen und erneuern; indem die Interaktionsteilnehmer ihre Handlungen über die intersubjektive Anerkennung kritisierbarer Geltungsansprüche koordinieren, stützen sie sich auf Zugehörigkeiten zu sozialen Gruppen und bekräftigen gleichzeitig deren Integration; indem die Heranwachsenden an Interaktionen mit kompetent handelnden Bezugspersonen teilnehmen, internalisieren sie die Wertorientierungen ihrer sozialen Gruppe und erwerben generalisierte Handlungsfähigkeiten.“
Kommunikatives Handeln dient somit der Überlieferung kulturellen Wissens und dessen Erneuerung im Bereich der Kultur, der sozialen Integration und der Herstellung von Solidarität im Bereich der Gesellschaft und der Ausbildung von personalen Identitäten im Bereich der Person. Die „Reproduktion der Lebenswelt“ besteht in einer dialektischen Einheit von Kontinuität und Bruch, d. h. in „einer Traditionsfortsetzung und -erneuerung, die sich zwischen den Extremen der bloßen Fortschreibung von, und eines Bruches mit Traditionen bewegt.“

## Lebenswelt im Konstruktivismus

### Methodisch-konstruktivistischer Lebensweltbegriff
Im Methodischen Konstruktivismus wurde der Begriff der Lebenswelt von Jürgen Mittelstraß wieder eher im Sinne Husserls aufgenommen als das „lebensweltliche Apriori“, das unhintergehbar sowohl genetisch als auch logisch-methodisch vor aller Erschließung der Wirklichkeit besteht und damit Grundlage aller exakten Wissenschaften ist. Wieder aufgenommen wird der Begriff der Lebenswelt im Methodischen Kulturalismus, für den er die allgemein anerkannte vorwissenschaftliche Sprach- und Handlungspraxis bezeichnet. Lebenswelt ist danach ein Ausschnitt der vorgefundenen Welt, der für den Praxiszusammenhang im jeweiligen Arbeits- und Handlungssystem relevant ist. So hat die Lebenswelt eines Bergmanns andere Bezüge als die eines Landwirtes oder die eines Arztes.

### Systemisch-konstruktivistischer, bzw. relational-konstruktivistischer Lebensweltbegriff
Der systemisch-konstruktivistische, bzw. relational-konstruktivistische Lebensweltbegriff nach Björn Kraus berücksichtigt ebenfalls dessen phänomenologischen Wurzeln (Husserl und Schütz), greift diese auf und führt sie allerdings im Rahmen erkenntnistheoretisch-konstruktivistischer Theorienbildung weiter. Dabei wird ein Ansatz entworfen, der nicht nur die Perspektive eines egologischen Lebensweltbegriffs in den Blick nimmt, sondern der auch die u. a. von Habermas betonte Relevanz sozialer und materieller Umweltbedingungen zu berücksichtigen vermag. Die Grundlage hierfür ist die bei Kraus zentrale Grundannahme einer grundsätzlichen Doppelbindung menschlicher Strukturentwicklung.
„Einerseits ist die Lebenswirklichkeit eines jeden Menschen dessen subjektives Konstrukt, andererseits ist dieses Konstrukt nicht beliebig, sondern – bei aller Subjektivität – auf Grund der strukturellen Koppelung des Menschen an seine Umwelt – eben durch die Rahmenbedingungen dieser Umwelt beeinflusst und begrenzt.“
Auf diesem Verständnis aufbauend kann eine Trennung von individueller Wahrnehmung und den sozialen und materiellen Rahmenbedingungen vorgenommen werden. Kraus greift zur relational-konstruktivistischen Konkretisierung des Lebensweltbegriffs den Begriff der Lebenslage auf und stellt die beiden Begriffe kontrastierend gegenüber.
„Insofern ist (…) die Lebenswelt einerseits eine unhintergehbar subjektive Kategorie, die allerdings andererseits auf Grund der strukturellen Koppelung den Bedingungen der Lebenslage unterliegt. Konkret gehören zur Lebenslage eines Menschen seine materielle und immaterielle Ausstattung. Hierzu gehören nicht nur die Rahmenbedingungen im Sinne von materieller Ausstattung, Wohnraum, Finanzmittel u. Ä., sondern auch die immateriellen Ausstattungen, etwa das zur Verfügung stehende soziale Netzwerk. Darüber hinaus gehört auch die Ausstattung seines Organismus zur Lebenslage; also seine körperliche Verfasstheit wäre auch eine Bedingung der Lebenslage. Die Wahrnehmung dieser Bedingungen hingegen, macht die Lebenswelt eines Menschen aus.“
Kraus nutzt dabei die konstruktivistische Unterscheidung zwischen Wirklichkeit und Realität.
„Das Eine ist die subjektive Konstruktion unter den Bedingungen des Anderen. Mit anderen Worten: Die Lebenswelt ist ebenso die subjektive Konstruktion eines Menschen wie die Wirklichkeit und diese subjektive Konstruktion vollzieht sich unter den Bedingungen der Lebenslage bzw. der Realität.“ In dem hier vorgeschlagenen systemisch-konstruktivistischen Verständnis können die Begriffe Lebenswelt und Lebenslage, als deren wahrnehmbare Zustände, folgendermaßen bestimmt werden:
„Als Lebenslage gelten die sozialen, ökologischen und organismischen Lebensbedingungen eines Menschen. Als Lebenswelt gilt die subjektive Wirklichkeitskonstruktion eines Menschen (welches dieser unter den Bedingungen seiner Lebenslage bildet).“
Diese kontrastierende Gegenüberstellung leistet eine begriffliche Präzisierung und ermöglicht es in einem ersten Schritt, die subjektive Erlebenswelt begrifflich von deren materiellen und sozialen Bedingungen zu unterscheiden, um dann in einem zweiten Schritt die Relevanz dieser Bedingungen für die subjektive Wirklichkeitskonstruktion in den Blick zu nehmen.
In diesem Sinne kommt Manfred Ferdinand in seiner Auseinandersetzung mit den Lebensweltbegriffen bei Schütz, Husserl, Kraus und Wittgenstein zu dem Schluss: Kraus’ „Ausführungen zu einem konstruktivistischen Verständnis von Lebenswelten profiliert nun die von Invernizzi und Butterwege geforderte Integration mikro-, meso- und makroskopischer Ansätze: Diese Integration ist nicht nur notwendig, um die subjektiven Perspektiven und die objektiven Rahmenbedingungen miteinander in Beziehung zu setzen, sondern weil die objektiven Rahmenbedingungen erst in ihrer subjektiven Wahrnehmung und Bewertung ihre Relevanz zu den subjektiven Lebenswelten erhalten.“

### Primärliteratur
- Jürgen Habermas: Theorie des kommunikativen Handelns (Bd. 1: Handlungsrationalität und gesellschaftliche Rationalisierung; Band 2: Zur Kritik der funktionalistischen Vernunft), Frankfurt am Main 1981, ISBN 3-518-28775-3.
- Jürgen Habermas: Der philosophische Diskurs der Moderne. Frankfurt am Main 1988, ISBN 3-518-28349-9.
- Edmund Husserl: Die Krisis des europäischen Menschentums und die Philosophie.  (Vortrag in Wien 1935) (Husserliana Band VI S. 314–348).
- Edmund Husserl: Cartesianische Meditationen und Pariser Vorträge. Hrsg. von S. Strasser. Den Haag 1950 (Husserliana Band 1).
- Edmund Husserl: Die Krisis der europäischen Wissenschaften und die transzendentale Phänomenologie. Den Haag 1954 (Husserliana Band VI).
- Edmund Husserl: Phänomenologie der Lebenswelt. Ausgewählte Texte Band II. Stuttgart 1986.
- Edmund Husserl: Arbeit an den Phänomenen. Ausgewählte Schriften. Herausgegeben und mit einem Nachwort versehen von Bernhard Waldenfels. Frankfurt am Main 1993.
- Björn Kraus: Lebenswelt und Lebensweltorientierung. Eine begriffliche Revision als Angebot an eine systemisch-konstruktivistische Sozialarbeitswissenschaft. In: Kontext. Zeitschrift für Systemische Therapie und Familientherapie. Vandenhoeck & Ruprecht, Göttingen Heft 37/02, S. 116–129, online verfügbar.
- Björn Kraus: Macht – Hilfe – Kontrolle. Grundlegungen und Erweiterungen eines systemisch-konstruktivistischen Machtmodells. In: Björn Kraus, Wolfgang Krieger (Hrsg.): Macht in der Sozialen Arbeit – Interaktionsverhältnisse zwischen Kontrolle, Partizipation und Freisetzung. 4. überarb. u. erw. Auflage. Jacobs, Lage 2016, S. 101–130, online verfügbar.
- Björn Kraus: Erkennen und Entscheiden. Grundlagen und Konsequenzen eines erkenntnistheoretischen Konstruktivismus für die Soziale Arbeit. Beltz Juventa, Weinheim/Basel 2013.
- Björn Kraus: Relationaler Konstruktivismus – Relationale Soziale Arbeit. Von der systemisch-konstruktivistischen Lebensweltorientierung zu einer relationalen Theorie der Sozialen Arbeit. Beltz/Juventa, Weinheim 2019.
- Alfred Schütz: Der sinnhafte Aufbau der sozialen Welt. Eine Einleitung in die verstehende Soziologie. Frankfurt am Main 1974.
- Alfred Schütz, Thomas Luckmann: Strukturen der Lebenswelt. Darmstadt/Neuwied 1975. (Neuauflage: Suhrkamp, Frankfurt am Main 1979)

### Sekundärliteratur
- Christian Bermes: Lebenswelt (1836–1936). Von der Mikroskopie des Lebens zur Inszenierung des Erlebens. In: Archiv für Begriffsgeschichte. 44, 2002, S. 175–197.
- Hans Blumenberg: Lebenswelt und Technisierung unter Aspekten der Phänomenologie. In: Wirklichkeiten in denen wir leben. Stuttgart 1981 (Turin 1963).
- Hans Blumenberg: Lebenszeit und Weltzeit. Frankfurt am Main 1986.
- Gerd Brand: Die Lebenswelt. Eine Philosophie des konkreten Apriori. De Gruyter, Berlin 1971, ISBN 3-11-006420-0.
- Joachim Bröcher: Lebenswelt und Didaktik. Unterricht mit verhaltensauffälligen Jugendlichen auf der Basis ihrer (alltags-)ästhetischen Produktionen. Universitätsverlag Winter, Heidelberg 1997.
- Herman Coenen: Diesseits von subjektivem Sinn und kollektivem Zwang. Schütz – Durkheim – Merleau-Ponty. Phänomenologische Soziologie im Feld des zwischenleiblichen Verhaltens. München 1985.
- Ferdinand Fellmann: Gelebte Philosophie in Deutschland. Denkformen der Lebensweltphänomenologie und der kritischen Theorie. Karl Alber, Freiburg i. Br./ München 1983, ISBN 3-495-47524-9.
- Albrecht Geck: Kirchengeschichte und Lebenswelt. In: Michael Wermke u. a. (Hrsg.): Religion in der Sekundarstufe II. Ein Kompendium. Göttingen 2006, S. 263–270.
- Carl Friedrich Gethmann (Hrsg.): Lebenswelt und Wissenschaft. XXI. Deutscher Kongreß für Philosophie (Essen 2008). Deutsches Jahrbuch Philosophie 2. Meiner, Hamburg 2011, ISBN 978-3-7873-1943-5 Alle Beiträge zu den Kolloquien des Kongresses sowie die öffentlichen Vorträge von Jürgen Habermas, Wolfram Hogrebe und Julian Nida-Rümelin.
- Richard Grathoff: Milieu und Lebenswelt. Einführung in die phänomenologische Soziologie und die sozialphänomenologische Forschung. Frankfurt am Main 1989.
- Peter Kiwitz: Lebenswelt und Lebenskunst. Perspektiven einer kritischen Theorie des sozialen Lebens. München 1986.
- Alf Lüdtke: Lebenswelt: verriegelte Welt? Überlegungen zu einem Konzept und seinen Verwendungen. In: WerkstattGeschichte. Nr. 75, 2017, S. 115–124 (pdf).
- Ernst Wolfgang Orth: Edmund Husserls „Krisis der europäischen Wissenschaften und die transzendentale Phänomenologie“. Werkinterpretation. Darmstadt 1999.
- Jörg Rössel: Vom Lebensstil zu kulturellen Präferenzen – Ein Vorschlag zur theoretischen Neuorientierung. In: Soziale Welt. Jg. 55, 2004, H. 1, S. 95–114 (ausgehend von der Theorie des Sozialen Handelns)
- Gregor Schiemann: Lebenswelt und Wissenschaft. Zum Spannungsverhältnis zweier Erfahrungsweisen. Berlin/Boston 2021, ISBN 978-3-11-126990-0.
- Manfred Sommer: Lebenswelt und Zeitbewußtsein. Frankfurt am Main 1990.
- Elisabeth Ströker (Hrsg.): Lebenswelt und Wissenschaft in der Philosophie Edmund Husserls. Frankfurt am Main 1979.
- Alexander Ulfig: Lebenswelt, Reflexion, Sprache. Würzburg 1997.
- Bernhard Waldenfels: In den Netzen der Lebenswelt. Frankfurt am Main 1985.
- Bernhard Waldenfels: Lebenswelt zwischen Alltäglichem und Unalltäglichem. In: Pöggeler/Jamme (Hrsg.): Phänomenologie im Widerstreit. Zum 50. Todestag Edmund Husserls. Frankfurt am Main 1989.
- Rüdiger Welter: Der Begriff der Lebenswelt. Theorien vortheoretischer Erfahrungswelt. München 1986.